# السعيدية القبلية
السعيدية القبلية هي إحدى قرى مركز كفر سعد التابع لمحافظة دمياط بجمهورية مصر العربية.